# Lillian Board

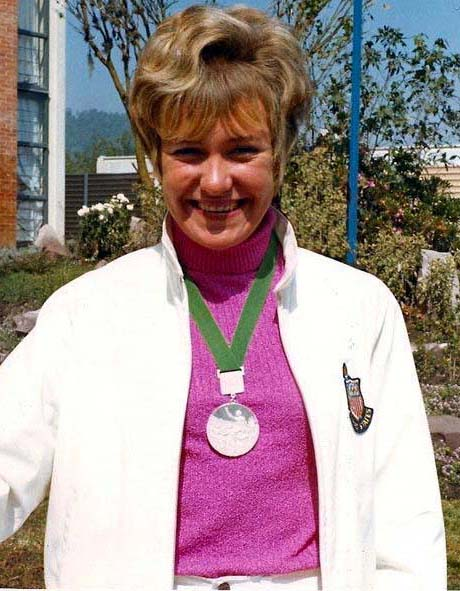
Lillian Board 1968

Lillian Barbara Board (* 13. Dezember 1948 in Durban, Südafrika; † 26. Dezember 1970 in München) war eine britische 400-Meter-Läuferin und Mittelstreckenläuferin.
Lillian Board und ihre Zwillingsschwester Irene kamen in Südafrika zur Welt, wo ihr Vater als Brunnenbauer tätig war. Sie gewann bei den Olympischen Spielen 1968 in Mexiko die Silbermedaille im 400-Meter-Lauf hinter Colette Besson (FRA) und vor Natalja Petschonkina (URS). Dort lief sie britischen Rekord mit einer Zeit von 52,12 s. Bei den Europameisterschaften 1969 in Athen gewann sie sowohl über 800 Meter wie auch mit der 4-mal-400-Meter-Staffel eine Goldmedaille. Unvergessen bleibt dabei ihr Auftritt als Schlussläuferin der britischen Staffel im Duell mit der französischen Staffel, deren Schlussläuferin die Olympiasiegerin von 1968, Colette Besson, war. Diese fing sie praktisch auf der Ziellinie noch ab. Beide Staffeln liefen einen neuen Weltrekord in einer Zeit von 3:30,8 min. Es sollte einer ihrer letzten großen internationalen Auftritte sein.
1970 war sie gesundheitlich schwer angeschlagen und von Magenschmerzen geplagt. Ihr letztes Rennen lief sie im Juni 1970 in London über 800 Meter, musste aber dann aufgrund der zunehmenden gesundheitlichen Probleme mit dem Training und dem Rennen aufhören. Im Herbst konsultierte sie dann Josef Issels, der einen nicht mehr operablen Magenkrebs diagnostizierte. Am 7. November 1970 begab sie sich in Issels’ Ringberg-Klinik in Rottach-Egern am Tegernsee, um sich dort behandeln zu lassen, aber ihr Zustand verschlechterte sich. In der Nacht zum 22. Dezember 1970 wurde sie ins Klinikum der Universität München verlegt, wo Lillian Board von Rudolf Zenker operiert wurde, der einen Verschluss des Dünndarms entfernte. Am 25. Dezember fiel sie in ein Koma, aus dem sie nicht mehr erwachte. Am folgenden Tag verstarb Lillian Board im Alter von 22 Jahren im Klinikum der Universität München, ohne zuvor das Bewusstsein wiedererlangt zu haben.
Lillian Board war mit dem britischen Journalisten David Emery verlobt, den sie ursprünglich 1970 heiraten wollte.

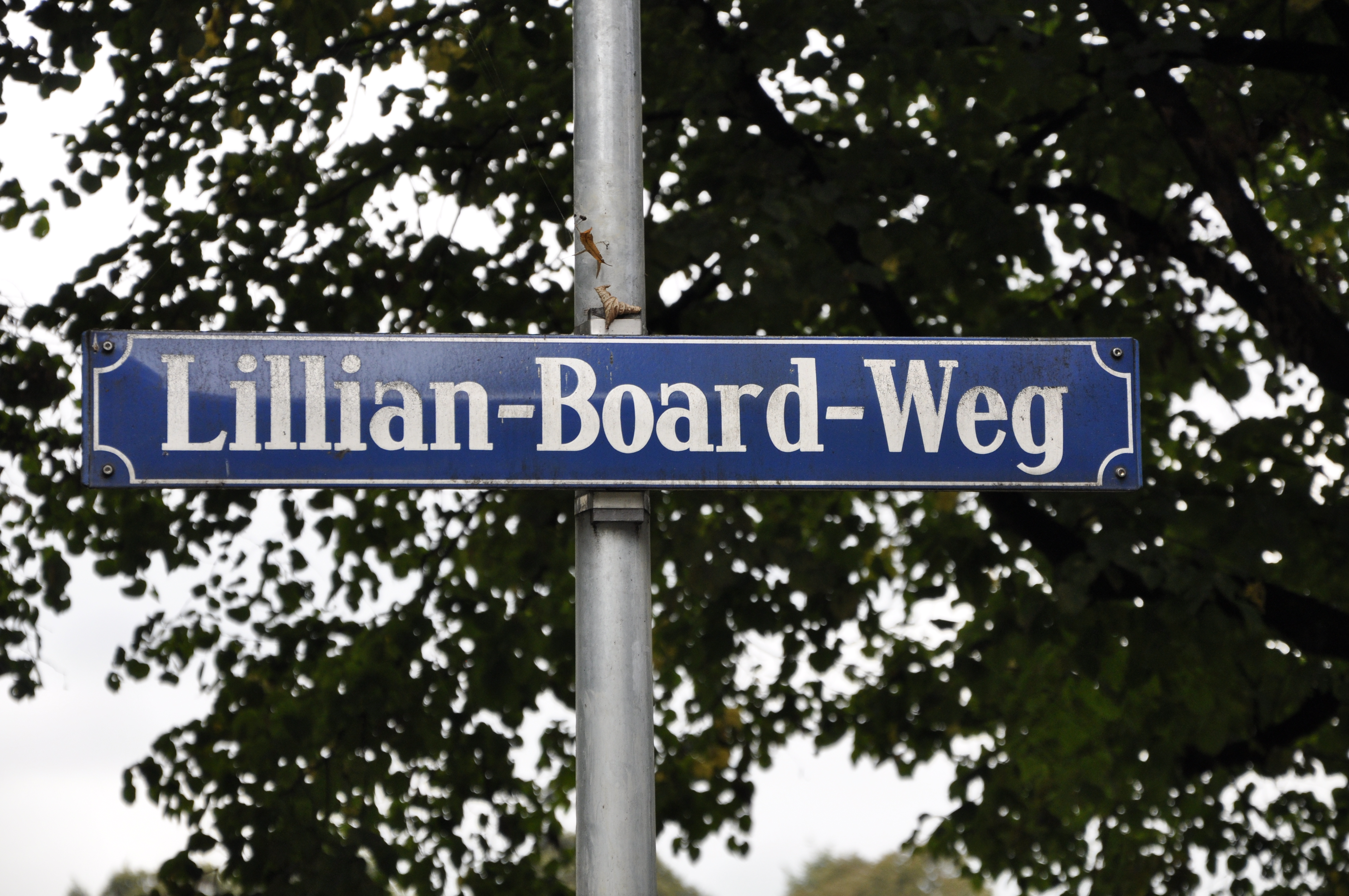
Straßenschild Lillian-Board-Weg

Der Lillian-Board-Weg im Olympiapark München wurde nach ihr benannt.